# Yecla
Yecla (in catalano Iecla) è un municipio della comunità autonoma di Murcia, in Spagna. Conta 34.834 abitanti (censimento 2020) e una superficie di 607,7 km². Si trova a 597 metri sul livello del mare e a 96 km dalla capitale della Regione (Murcia). Il sindaco é María Remedios Lajara Domínguez (PP) che subentra a Marcos Ortuño Soto nel 2021.

## Geografia fisica
Il territorio municipale di Yecla ha una superficie di 607,7 km². Si trova all'estremo Nord della Regione, e confina con le province di Albacete e Alicante. Il paesaggio dominante è formato da montagne di moderata altitudine, presenti soprattutto nelle zone di Sud-ovest e Nord-est, che costituiscono il prolungamento strutturale della zona esterna della Cordigliera Betica.
Le cime più alte del circondario di Yecla sono le seguenti:
- Sierra de Salinas: 1.238 m (anche denominata Capilla del Fraile).
- Monte Arabí: 1.065 m.
- Sierra de la Magdalena: 1.038 m.
- Sierra de las Pansas: 1.036 m.
- Cerro Picario: 1.035 m.
- El Puerto: 1.030 m.

La maggior parte delle montagne, che si ergono sopra il livello del suolo a mo' di isole, sono più o meno ricoperte di vegetazione e separate da ampie valli, dove si trovano le coltivazioni.
La vegetazione naturale è per lo più costituita da Pini, ed è più o meno densa a seconda delle zone; la flora restante è essenzialmente caratterizzata da arbusti bassi e larghi.
Le principali coltivazioni sono vite, ulivi, mandorli e cereali.

### Località limitrofe
- nord: provincia di Albacete (Fuente Álamo, Montealegre del Castillo, Almansa, Caudete)
- est: provincia di Alicante (Villena)
- ovest: Jumilla
- sud: Jumilla e Pinoso nella provincia di Alicante

### Frazioni
- Raspay

## Economia
Fin dalla metà del XIX secolo Yecla si consolida come un comune agricolo, specializzato in particolare nella produzione di uva, e di conseguenza, di [vino|vini], alcuni dei quali molto pregiati.
A metà del XX secolo inizia l'espansione di Yecla grazie all'entrata in gioco di un nuovo settore: Gli artigiani e i carpentieri si riuniscono nell'industria del mobile, fino a dare vita alla locale Fiera del Mobile, prima del settore in Spagna,

## Società

### Evoluzione demografica
| 1900   | 1910   | 1920   | 1930   | 1940   | 1950   | 1960   | 1970   | 1981   | 1991   | 1996   | 2001   | 2004   |
| ------ | ------ | ------ | ------ | ------ | ------ | ------ | ------ | ------ | ------ | ------ | ------ | ------ |
| 18.743 | 22.883 | 25.331 | 26.410 | 22.371 | 24.046 | 20.999 | 20.724 | 25.146 | 27.487 | 28.415 | 30.872 | 32.988 |

## Monumenti

### Monumenti religiosi
- Basilica della Purissima o "Iglesia Nueva" (Chiesa nuova)
- Chiesa dell'Assunzione o "Iglesia Vieja" (Chiesa vecchia)
- Eremo del Castillo
- Chiesa di San Francesco
- Eremo de San Rocco
- Chiesa del Bambin Gesù
- Chiesa di Nostra Signora del Dolore, "Hospitalico"

### Monumenti civili
- Municipio
- Torre dell'Orologio
- Palazzo Ortega

## Cultura

### Feste
- Sant'Antonio (gennaio)
- San Biagio (febbraio)
- Festa del Santissimo Cristo del Sepolcro (marzo) - patrono
- Settimana Santa (marzo-aprile). Dichiarata di interesse turistico regionale
- Sant'Isidoro Labrador (maggio)
- Fiera del Mobile (settembre)
- Fiesta dell'Immacolata Concezione (dicembre). Dichiarata di interesse turistico regionale - patrona